# Jean-Pierre Joulin
Pour les articles homonymes, voir Joulin.
Jean-Pierre Joulin, né le 19 octobre 1933 à Romorantin-Lanthenay dans le Loir-et-Cher et décédé le 29 avril 2015 à Paris, est un journaliste français.

## Biographie
Ayant suivi toute sa scolarité dans l’enseignement catholique, il mène jusqu’à la licence des études de droit à la Faculté de Paris.
Tenté par le journalisme, il entre à l’AFP où il apprend le métier d’“agencier” au service étranger. Il y couvre la fin de la Guerre d'Algérie, le conflit katangais et la mort de Dag Hammarskjöld avant de prendre, en 1955, la direction intérimaire du bureau de Tunis. Il y reste jusqu’en 1963, année où il est nommé directeur du bureau de l’Agence en Égypte. C’est là, qu’en 1970, il fait la connaissance du directeur de la rédaction du Nouvel Observateur. Il s’établit alors un très bon contact au point que ce dernier l’invite à venir à son journal prendre en main le service étranger.
De 1970 à 1972, s’il y assure la direction du service étranger, l’interventionnisme d’un directeur de la rédaction à qui le domaine de l’international tient à cœur réduit à peu de chose son réel pouvoir de décision. Mais, se définissant comme « un reporter professionnel sans états d’âme, non un journaliste militant défenseur des grandes causes », il est vite rejeté par une grande partie de la rédaction encore marquée par la contestation soixante-huitarde. De plus, à la suite d’une consultation interne effectuée par la société des rédacteurs, il est confronté à une critique en règle de ses compétences professionnelles autant que de son comportement avec les femmes du service.
Il choisit donc de donner sa démission et rejoint Europe 1 pour occuper le poste de rédacteur en chef-adjoint puis de chef du service étranger (1977-1981) et enfin de rédacteur en chef et de correspondant aux États-Unis (1981-1988). En 2001 Jean-Luc Lagardère le rappelle pour le charger curieusement de s'occuper de négocier avec les Allemands de DaimlerChrysler le dossier de la communication industrielle et commerciale du futur ensemble EADS fusionnant Aerospatiale-Matra et DASA. À l'issue de cette collaboration, la Communication du Groupe français aérospatial qui avait mis l'aéronautique au premier plan de l'actualité sera entièrement évincée au profit de celle de la filiale de DaimlerChrysler, qui imposera au Groupe un modèle intégralement allemand peu convaincant au-delà du Rhin.
Il meurt le 29 avril 2015 et est inhumé au cimetière du Père-Lachaise (62e division).